# 2500 (szám)
A 2500 (köznyelvben kétezer-ötszáz, írásban állítmányként, vagy szóban, a félreértések elkerülése végett: kettőezer-ötszáz) a 2499-et követő és a 2501-et megelőző természetes szám. 50 négyzete. Normálalakja 2,5·103.
Érinthetetlen szám: nem áll elő pozitív egész számok valódiosztóösszeg-függvényeként.
Praktikus szám.